# 小学館の漫画レーベル
- 小学館 > 小学館の漫画レーベル
- 漫画レーベル一覧 > 小学館の漫画レーベル

小学館の漫画レーベル（しょうがくかんのまんがレーベル）では、日本の出版社である小学館が刊行する漫画単行本レーベルを列挙する。レーベル名後ろの雑誌名は対応する主な漫画雑誌。

## 児童向け
- てんとう虫コミックス - 『コロコロコミック』・〈小学館の学習雑誌〉など
  - てんとう虫コミックススペシャル
  - コロコロコミックス

### 刊行停止
- ぴっかぴかコミックス - 〈小学館の学年別学習雑誌〉（『小学○年生』）・『てれびくん』・『コロコロコミック』など

## 少年向け
- 少年サンデーコミックス - 『週刊少年サンデー』など
  - ゲッサン少年サンデーコミックス - 『ゲッサン』
  - 裏少年サンデーコミックス - 『裏サンデー』
  - サンデーうぇぶり少年サンデーコミックス（略語は「サンデーうぇぶりコミックス」） - 『サンデーうぇぶり』、『週刊少年サンデーS』
  - 少年サンデーコミックス ワイド版 - 過去の作品を四六判、またはA5判で再出版
  - 少年サンデーコミックス スペシャル - ワイド版に相当する作品がこちらで出版される事もある。カバーの無いコンビニコミック版もある。
  - 少年サンデーブックス

### 刊行停止
- マンガくんコミックス→少年ビッグコミックス - 『マンガくん』→『少年ビッグコミック』
- ガッタコミックス - 『コミックGOTTA』

## 男性向け
- ヤングサンデーコミックス - 『週刊ヤングサンデー』
  - ヤングサンデーコミックスワイド版
  - ヤングサンデーコミックススペシャル
- サンデーGXコミックス - 『月刊サンデージェネックス』
- ビッグコミックス - 『ビッグコミック』系列誌
  - ビッグコミックススペシャル
  - ビッグスピリッツコミックス - 『ビッグコミックスピリッツ』（プライベートレーベルが多数存在する）
    - ビッグスピリッツコミックススペシャル

  - ビッグコミックススペリオールスペシャル
  - ビッグコミックス モバMAN - 『モバMAN』
- ゴールデンコミックス - 『ボーイズライフ』、最初期の『週刊少年サンデー』、一部の『ビッグコミック』、『ガロ』連載のカムイ伝など他社の漫画雑誌掲載作品も含む
- IKKI COMIX - 『月刊IKKI』
- レアミクスコミックス - 復刻版コミックス
- コロコロアニキコミックス - 『コロコロアニキ』
- 夜サンデー少年サンデーコミックス（略語は「夜サンデーコミックス」） - 『夜サンデー』

### 刊行停止
- ビッグコミックス
  - ビッグコミックスゴールド - 『ビッグゴールド』
- スーパービジュアルコミックス（発行：ビズ・コミュニケーションズ・ジャパン）
  - スーパービジュアルコミックススペシャル（発行：ビズ・コミュニケーションズ・ジャパン）

## 女性向け
- ちゃおコミックス（旧名 ちゃおフラワーコミックス） - 『ちゃお』
  - ちゃおホラーコミックス
- フラワーコミックス
  - 少コミフラワーコミックス - 『少女コミック』
  - Cheese!フラワーコミックス - 『Cheese!』
  - Betsucomiフラワーコミックス - 『ベツコミ』
  - プチコミフラワーコミックス - 『プチコミック』
  - flowersフラワーコミックス - 『月刊flowers』
  - フラワーコミックスアルファ - 『プチコミック』、『月刊flowers』、『女性セブン』

### 刊行停止
- ビッグコミックスフォアレディ - 『ビッグコミックフォアレディ』
- セブンコミックス - 『プチコミック』、『プチセブン』
- PFコミックス - 『プチフラワー』
- PFビッグコミックス - 『プチフラワー』
- Judyコミックス - 『Judy』
- ちゅちゅコミックス - 『ChuChu』

## 廉価版
コンビニ向けの廉価版コミックス。
- My First BIG シリーズ
- My First WIDE
- Judy comics wide（発行：小学館クリエイティブ）

### 刊行停止
- ブルーコミックス
- My First Casual